# Équipe des Pacific Islanders de rugby à XV
Les Pacific Islanders sont une sélection internationale de rugby à XV créée par la Pacific Islands Rugby Alliance (PIRA) en 2003, à partir des meilleurs éléments des cinq équipes nationales des Fidji, Samoa, Tonga, îles Cook et Niué. En pratique, seules les trois premières fournissent des joueurs : un seul joueur des îles Cook, a été sélectionné (Tu Tamarua, une sélection en 2004) et aucun de Niué.
Cette sélection permet aux îles du Pacifique de constituer une équipe compétitive. La PIRA espère que, à terme, son équipe pourra participer aux grandes compétitions de l'hémisphère sud (Super 14 et Tri-nations), ce qui permettrait aux trois nations de conserver leurs meilleurs joueurs qui ont plutôt intérêt à rejoindre les rangs des équipes nationales de Nouvelle-Zélande et d'Australie, et de développer le jeu dans leurs îles grâce à la manne financière que constitueraient les retombées commerciales de ces compétitions. Pour l'instant, aucune des trois nations, pas plus que les Pacific Islanders, ne peut intégrer ni le Super 14 ni les Tri-nations en raison de l'intransigeance des Australiens et des Néo-Zélandais, qui ne les considèrent pas comme suffisamment compétitives pour les rencontrer plus fréquemment et en tirer un réel bénéfice sportif ou financier.
Actuellement, cette équipe fonctionne comme celle des Lions britanniques et effectue des tournées tous les deux ans, mais depuis 2008 les Pacific islanders n'ont plus disputé de match car les Samoa ont quitté la Pacific Alliance en juillet 2009,. Elle eut des joueurs célèbres dans ses rangs, notamment Sitiveni Sivivatu (récupéré depuis par les All Black) et Sione Lauaki.
L'entraîneur de la tournée 2004 est le Néo-Zélandais John Boe, assisté de l'ancien All Black d'origine samoane Michael Jones, de John Schuster, international samoan, et du Tongien Viliami Ofahengaue. L'entraîneur de la tournée 2006 est le Néo-Zélandais Pat Lam, ancien international samoan, notamment assisté de l'ancien international gallois et néo-zélandais Shane Howarth, chargé des lignes arrière. Celui de la tournée 2008 est Quddus Fielea, sélectionneur des Tonga. Il est assisté d'entraîneurs des deux autres nations, mais aussi d'Australiens, dont l'ancien Wallaby Glen Ella, chargé des lignes arrière, et John McKee, ancien entraîneur des Central Coast Rays, et ancien assistant de Tim Lane à Clermont, chargé de la préparation physique. 
Ayant cessé toute activité en 2008, l'équipe voit son concept de réunion de joueurs iliens émulé par la Moana Pasifika en 2020. 

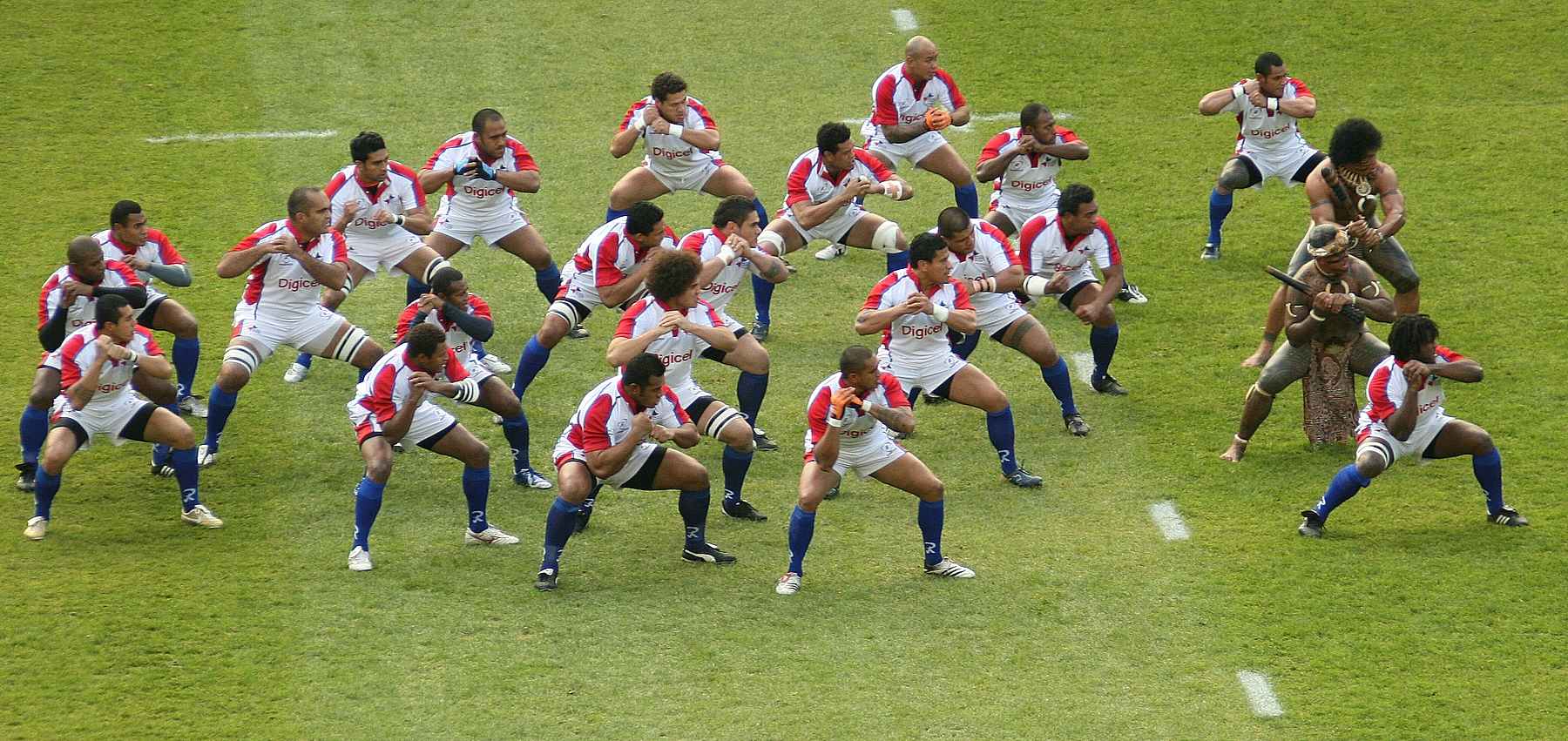
Les Pacifics Islanders face à l'équipe d'Écosse en novembre 2006.

## Résultats
Lancée en 2004, l'équipe effectue trois tournées en 2004 (Australie, Nouvelle-Zélande et Afrique du Sud), en 2006 (nations celtes d'Europe : pays de Galles, Écosse et Irlande) et en 2008 (Angleterre, France et Italie). Si elle a enregistré deux victoires face aux deux équipes australiennes des Queensland Reds (48-29) et des New South Wales Waratahs (68-21), elle n'a en revanche remporté qu'un seul test match en battant l'Italie (25-17) en 2008.
En novembre 2008, la tournée européenne se fait sous la direction d'un manager un peu particulier, Sitiveni Rabuka, ancien premier ministre des Fidji et auteur de deux coups d'État militaires en 1987.
| No | Date             | Lieu                                    | Match                                | Score   | Compétition |
| -- | ---------------- | --------------------------------------- | ------------------------------------ | ------- | ----------- |
| 1  | 3 juillet 2004   | Adélaïde Australie                      | Australie – Pacific Islanders        | 29 – 14 | Test        |
| 2  | 10 juillet 2004  | Albany Nouvelle-Zélande                 | Nouvelle-Zélande – Pacific Islanders | 41 – 26 | Test        |
| 3  | 17 juillet 2004  | Gosford Australie                       | Afrique du Sud – Pacific Islanders   | 38 – 24 | Test        |
| 4  | 11 novembre 2006 | Cardiff Pays de Galles                  | Pays de Galles – Pacific Islanders   | 38 – 20 | Test        |
| 5  | 18 novembre 2006 | Édimbourg Écosse                        | Écosse – Pacific Islanders           | 34 – 22 | Test        |
| 6  | 26 novembre 2006 | Dublin Irlande                          | Irlande – Pacific Islanders          | 61 – 17 | Test        |
| 7  | 8 novembre 2008  | Londres Angleterre                      | Angleterre – Pacific Islanders       | 39 – 13 | Test        |
| 8  | 15 novembre 2008 | Stade Auguste-Bonal, Montbéliard France | France – Pacific Islanders           | 42 – 17 | Test        |
| 9  | 22 novembre 2008 | Reggio d'Émilie Italie                  | Italie – Pacific Islanders           | 17 – 25 | Test        |

## Personnalité liées à l'équipe

### Joueurs
De nombreux joueurs îliens de premier plan, en activité dans les grands championnats européens, intègrent les Pacific Islanders, tels Napolioni Nalaga, Census Johnston, Sireli Bobo ou Seremaia Bai, mais aussi des joueurs qui deviendront par la suite internationaux pour d'autres pays comme la Nouvelle-Zélande, tel Sitiveni Sivivatu.